# Кнежевич, Винко
Винко Кнежевич (хорв. Vinko Knežević, венг. Vince Knezsevics, 30 ноября 1755[…], Грачац, Задарская жупания — 11 марта 1832, Sveta Jelena) — хорватский дворянин и генерал на службе в императорской армии монархии Габсбургов. Принадлежал к дворянскому роду Кнежевичей. За свою долгую военную карьеру он принял участие во многих сражениях во время австро-турецкой войны и французских революционных войн. В 1799 году он командовал гусарским полком в сражении на реке Адде, битве при Треббии и Нови. В следующем году он командовал пехотной бригадой при Маренго, а в 1805 году возглавлял войска Австрийской империи в Тироле и в 1809 году в Граце. С 1809 по 1812 год он служил на различных должностях на военной границе. С 1802 года он жил в своём поместье Света Елена (Сент-Илона на венгерском языке, названо в честь Святой Елены) в бывшем округе Зала, ныне округ Меджимурска на севере Хорватии. К концу Наполеоновских войн он вышел в отставку с военной службы в звании генерала кавалерии в 1815 году. В 1809 году он стал почётным главой драгунского полка и занимал эту должность до своей смерти в 1832 году.

## Ранние годы и карьера
Кнежевич родился 30 ноября 1755 года в Грачаце (регион Лика), в части Габсбургской монархии, известной как Хорватская военная граница, и был младшим сыном барона Мартина Кнежевича (1708–1781), генерал-майора армии Габсбургов, и его жены Уршулы Кнежевич, урождённой Вукасович (1717–1776). У него было пятеро братьев, все они были военными офицерами, и две сестры. 
Он начал свою карьеру в 1772 году в качестве кадета в Королевской венгерской дворянской телохранительной гвардии при венском дворе. Во время австро-турецкой войны (1787—1791) он набрал и возглавил фрайкор для борьбы с Османской империей. Вместе с майором Йосипом Филипом Вукасовичем он отличился в 1789 году в битве под Цетинградом. 
В войне Первой коалиции он был майором и командовал эскадроном гусар в Западной Галиции. В 1796 году он получил звание оберст-лейтенанта (подполковника), а в 1797 году — оберста (полковника). В последующем году он стал командиром 17-го кавалерийского полка эрцгерцога Иосифа Пфальцского. В 1798 году подразделение было переименовано в Гусарский полк № 2 и размещено во Внутренней Австрии. 
В войне Второй коалиции Кнежевич командовал своим гусарским полком в сражении на реке Адде 26 апреля 1799 года. Восемь эскадронов полка входили в 1-ю дивизию Иоганна фон Цофа. Возле Ваприо-д’Адда пфальцские гусары произвели три атаки и, наконец, прорвали дивизию Поля Гренье, нанеся урон 200 человек и взяв в плен 300 французских солдат. Вместе с другими австрийскими и русскими частями они захватили 2800 пленных и забрали в качестве трофеев 12 пушек, одну гаубицу, шесть повозок с боеприпасами и один штандарт. Потери полка были тяжёлыми, 153 убитых. За этот подвиг Кнежевич получил Рыцарский крест Военного ордена Марии Терезии 15 мая 1799 года. 28 апреля его полк входил в состав отряда, который окружил дивизию Жана Матье Филибера Серюрье и вынудил её сдаться. Потери французов в столкновении составили 252 убитых, 8 орудий и 2700 пленных.
Кнежевич отличился в командовании своими гусарами в битве при Треббии с 17 по 20 июня 1799 года. В этом бою его подразделение входило в состав авангарда левой колонны Фридриха Генриха фон Готтесхайма. 19 июня гусары помогли отбросить французскую дивизию Франсуа Ватрена. Он также участвовал в битве при Нови 15 августа. В этом бою пфальцские гусары сражались в корпусе Пауля Края. С 16 ноября по 3 декабря он и его гусары участвовали в осаде Кунео под командованием Иоганна I Иосифа, князя Лихтенштейна. В конце концов гарнизон численностью 3000 человек сдал крепость, взяв с собой 187 орудий и 14 000 хандредвейтов пороха.
По данным историка Дигби Смита, 29 октября 1800 года Кнежевичу было присвоено звание генерал-майора. Однако другой источник свидетельствует, что он командовал бригадой в звании генерал-майора в дивизии Конрада Валентина фон Кайма численностью 4939 человек в битве при Маренго 14 июня 1800 года. Под его командованием находилось три батальона пехотного полка Великого герцога Тосканского № 23, общей численностью 2188 солдат. Поздним утром дивизия Кайма неоднократно атаковала французскую линию за ручьём Фонтаноне, но без особого успеха. Позже в тот же день все три бригады дивизии Кайма присоединились к преследованию под командованием Антона фон Цаха и в конце боя приняли участие в разгроме основной колонны.

## Наполеоновские войны
Во время войны Третьей коалиции Кнежевич командовал пехотной бригадой в дивизии Франца Ксавера Сен-Жюльена. Его бригада сражалась в боях на перевале Штруб 2–3 ноября 1805 года и при Шарнице и Лойташе 4 ноября. На перевале Штруб австрийцы разбили баварцев под командованием Бернгарда Эразма фон Дероя, а при Шарнице отбросили французские войска VI корпуса. В обоих сражениях австрийцы потеряли мало людей, но нанесли противнику тяжёлые потери. Однако в Лойташе французы уничтожили 936 австрийцев, что позволило войскам маршала Мишеля Нея занять Инсбрук. 
7 января 1808 года Кнежевич был назначен камергером, а 14 августа 1808 года повышен в звании до фельдмаршал-лейтенанта. 14 апреля 1809 года он был назначен почётным главой драгунского полка № 3 и сохранял это звание до своей смерти. До него почётным главой был Фридрих I Вюртембергский. С февраля по ноябрь 1809 года он был заместителем командующего Банальской военной границей. 
В начале войны Пятой коалиции Кнежевич был назначен командиром 3-й дивизии IX армейского корпуса Игнаца Дьюлаи. Его дивизия состояла из бригады Андреаса Стойчевича из восьми пехотных граничарских батальонов, двух гарнизонных батальонов и восьми 3-фунтовых пушек. Однако структура корпуса была немедленно изменена, чтобы 10 000 солдат под командованием Иоганна Габриэля Шастеля де Курселя могли быть отправлены на поддержку тирольского восстания. Тем временем Стойчевич был отправлен сражаться против Огюста де Мармона в Далматинской кампании. Кнежевич сражался в битве при Граце 24–26 июня 1809 года.
С октября 1810 года по апрель 1812 года Кнежевич занимал должность командующего Вараждинским генерал-губернаторством Военной границы. В 1813 году он был избран вице-капитаном Далмации, Хорватии и Славонии. В апреле и мае 1815 года он командовал Резервным корпусом Итальянской армии. Когда он вышел в отставку 22 сентября 1815 года, он был произведён в генералы кавалерии. В 1823 году он был назначен тайным советником.

## Семья
В 1793 году Кнежевич женился на баронессе Каролине Хеггер фон Бернлах и Вайзенбург. У них было двое сыновей: Александр (род. 1810) и Константин (род. 1811). Три старших брата также стали австрийскими генералами. Это были Юрай/Георг Антон/ (1733–1805), Иван/Иоганн Карл/ (1743–1809) и Петар/Петер Винценц/ (1746–1814). Кнежевич умер в Светой Елене 11 марта 1832 года. Барон Минтилло стал его преемником на посту почётного главы драгунского полка № 3.